# طريقة هيملر في أداء الوظيفة الاجتماعية الإنسانية
طريقة هيملر في أداء الوظيفة الاجتماعية الإنسانية (ويُشار إليها أيضاً بطريقة هيلمر) وهي شكل من أشكال العلاج النفسي تستخدم لغة المرضى وأسلوب تفكيرهم لمساعدتهم في إيجاد الحلول.
طوّر الدكتور يوجين هيلمر هذا الأسلوب من خلال عمله في المملكة المتحدة مع خدمات الصحة العامة في أواخر خمسينيات القرن الماضي وبداية الستينيات (اعتماداً على خبرته السابقة في معسكرات الاعتقال النازية). وضع بنية متقنة وقوية للاستشارات المتعلقة بالأسئلة الحساسة تحت اسم «مقياس هيملر لأداء الوظيفة الاجتماعية».
يُعتبر مقياس هيملر لأداء الوظيفة الاجتماعية مثالياً للعمل المُركّز وقصير الأمد وهذا هو الهدف الذي يوجه صوبه العمل، ويمكن أن يُستخدم بين مجموعات متنوعة من العملاء ومن قبل مجموعة من التخصصات المهنية لكل فرد بمفرده أو لأزواج أو مجموعات. يتضمن ذلك الاستشارة (على جميع المستويات) والإشراف (الإدارة والقيادة والتدريب والاستشارة) والاجتماعات (الرسمية وغير الرسمية).

## طريقة العلاج
يُعلَّم المعالج النفسي في طريقة هيلمر أن يستمع بعمق بدلاً من أن يسمع ويُقاطع وبالتالي يكون من المرجح أكثر أن يُشارك الآخرين عالمهم. يُعتبر هذا أفضل شكل من أشكال المساعدة بالنسبة للعديد من الناس. تسمح الروح السائدة التي تقول إن «الزبون يعرف أفضل» للمعالج النفسي بدعم الأفراد ليقوموا باتخاذ قراراتهم الخاصة في نطاق حياتهم.
تكمن البراعة في هذة الطريقة في أن تكون صادقاً ومستمعاً جيداً من أجل توفير بيئة تمكّنك من فهم مشاكل الناس.
هذه البيئة تساعد في جعل عملية الاستماع فعّالة بالنسبة لكلا الطرفين. يمكن تعريف المراحل وتعلّمها وتطبيقها بسرعة. يوجد لبيئة الاستماع هذه تطبيقات في عدد من المجالات من حل المشاكل إلى أسلوب العلاج النفسي العميق أو تنمية العمل الجماعي مع البالغين والأطفال.
يمكن أيضاً توجيه طريقة هيملر في أداء الوظيفة الاجتماعية الإنسانية -كتنظيم إضافي- لعملية إجراء المقابلات خلال الاستشارة. أسفرت الأبحاث عن تحليل تفصيلي يُحدد بدقة احتياجات الدعم المطلوبة والاستجابة العلاجية المناسبة بدقة عالية. ركّزت بعض أبحاث الدراسات على تحديد الآليات المساعدة، بينما اختبر بعضها الآخر الاستخدام التشخيصي والمتوقع لهذا الأسلوب. وضّح الممارسون الآخرون لهذا الأسلوب استخدام طريقة هيملر مع أنواع مختلفة من المجموعات على سبيل المثال في العلاج العائلي.

## طريقة ونظرية هيملر لأداء الوظيفة الاجتماعية الإنسانية
تعكس نظرية هيملر المقولة الشهيرة لجون دون أنه «ليس هناك إنسان يمثل جزيرة قائمة بذاتها» ذلك أن علاقاتنا سواءً كانت السلبية منها أو الإيجابية هي التي تعطي الحياة معناها. ذلك يعني بالنسبة لهيملر أن للمجتمع دور جوهري بالنسبة لأفراده الأكثر حرماناً من خلال إتاحة الترابط في بيئتهم وإعطائها معنى وأنه يمكننا أن نكون أشخاص سليمين عقلياً أو مفيدين طالما نستطيع تغيير الصفات السلبية فينا واستغلالها.
تُشير قواعد هيملر إلى أهمية العلاقة بين الرضا والإحباط. إذ لاحظ أن «أولئك الأشخاص الفعّالين في المجتمع لديهم صفات مشتركة مثل الشعور بالرضا الذاتي المرتبط بمستوى قدرتهم على تحمل الإحباط». يُعتبر الإحباط الشديد أو الرضا الذاتي القليل جداً مُضرّاً بجودة أداء الفرد.
تُثمّن خبرة الأفراد في الحياة وتُستخدم كأداة للمعالجة إلى جانب معرفة أين تتوزع طاقتهم.
توجد قاعدة أخرى تحدّث عنها هيملر هي استخدام خبرة الأفراد السابقة في الحديث عن خبرة الحاضر وإسقاطها على المستقبل. يُمكَّن الأفراد من معرفة المحفزات العاطفية الحالية باستخدام عملية تسمى «خبرة فراجمنتا»، إلى جانب مساعدتهم في الوصول إلى أصولها السابقة بتذكيرهم بقصص من طفولتهم لها المحتوى العاطفي ذاته. يُشجَّع الأفراد على الحوار بين الماضي والحاضر للوصول إلى مستقبل يمكن توقعه من خلال الانخراط في الماضي الطفولي لهؤلاء الأفراد. يمكن أن يساعد ذلك في كسر نمطية الماضي للحصول على نتائج مستقبلية مختلفة. قدّم هيملر نظريته من خلال نموذج تنموي من ثلاث مستويات هي باختصار: المستوى الأول (إل1) هو الاستجابات الغريزية للمتعة والألم في عالم الأطفال الرُضّع، المستوى الثاني (إل2) يتمحور حول المستوى الأول إذا صح التعبير من خلال وضع الطفل الذي ينمو ويتطور في تفاعلات اجتماعية بما فيها ما يمكن أن ينتج عن ذلك من إحباط ورضا، بينما يتمحور المستوى الثالث (إل3) حول الحياة بذاتها غالباً كقوة مسيطرة أكثر على الحياة اللاحقة بالإضافة إلى كونها قوة مبتكرة يستغلها العديد من الناس أكثر مما فعلوا في سنواتهم السابقة. تتصف جميع هذه المستويات بمرونة نسبية إذ يمر تطورها بمراحل صعود وهبوط.
أكّد هيملر على أنه «عند تناول التاريخ الطبي والنفسي يُنظر إلى الخطأ وكيف حدث» ويتابع قائلاً: «...نادراً…يكون ذلك هو ما يريده الناس». تستعرض طريقة أداء الوظيفة الاجتماعية والإنسانية كل خبرة الفرد الحالية بما فيها من سلبيات وإيجابيات ليتمكن من إدراك نفسه/ها ككل. يتعرف الأفراد من خلال هذه المنهجية على عالمهم الخاص ويمارسون إرادتهم وقدراتهم من أجل تغيير وضعهم. يُلخّص رودوي فلسفة هيملر على أنها: «الاعتقاد بأن لدى الإنسان خيارات ويجب أن تكون هذه الخيارات متوفرة له، وأن الحرية توازي تقرير المصير عندما يتخذ الإنسان قراراته».
تتعاون منهجية هيملر مع معرفة احتياجات توضيح لب المشكلة من أجل تسهيل العلاج. على الرغم من أن مفاهيم أداء الوظيفة الاجتماعية لم تكن جديدة، إذ بحث هيملر عن أداة تكاملية عملية يمكن أن «تركّز على الإيجابيات وكيف يمكن تحويل الإحباطات والعيوب والصعوبات إلى مكسب جوهري». كان هيملر يدرك أن أفكاره ليست أصلية لكنه بحث عن وحدة متكاملة يمكن أن تمثل أداة علاجية. أنتج مع زملائه مقياساً بصرياً يبيّن لكل من المعالج والمريض الصلة بين تجربة الفرد الشخصية والواقع الموضوعي.

### التدريب
يعتمد التدريب على أداء الوظيفة الاجتماعية الإنسانية بشكل كبير وتجريبي على استخدام المشاركين لمواد من حياتهم الخاصة عند تعلّم تقنيات إجراء المقابلات. يتبع التدريب الإضافي على التطبيقات العلاجية أسلوب مشابه ويتضمن تقنيات إبداعية. كان يتوجب على الأشخاص الذين يرغبون باستخدام مقياس أداء الوظيفة الاجتماعية الإنسانية تقليدياً إتمام كامل منهجية أداء الوظيفة الاجتماعية الإنسانية بأسلوبها العاكس والمنضبط والمنظم بالإضافة إلى إدارة المقياس أيضاً. من ناحية ثانية يكون لدى معظم الممارسين تدريب سابق على طريقة تقديم المشورة ويجدون أن تعلمهم طريقة أخرى هو أمرٌ مملٌ. على الرغم من أن ممارسي أداء الوظيفة الاجتماعية البشرية ما يزالون يعتبرون أن للمنهجية قيمتها المميزة فإن هناك اعترافاً بأن العديدين يريدون أن يستخدموا أداء الوظيفة الاجتماعية الإنسانية كقيمة تقديرية وإضافية إلى ممارستهم الأساسية.
يشمل التدريب على مقياس هيملر فهم لأخلاقيات المقياس والإدارة والحساب والجوانب العلاجية فضلاً عن خدمات التشخيص التي يوفرها.